# Zvezna vlada Nemčije
Zvezna vlada ali zvezni kabinet (nemško Bundeskabinett ali Bundesregierung) je glavni izvršni organ Zvezne republike Nemčije. Sestavljajo ga zvezni kancler in ministri. Osnove vladne organizacije, način njene izvolitve in imenovanja ter postopek za njeno razrešitev so določeni v členih od 62. do 69. Temeljnega zakona Zvezne republike Nemčije (Grundgesetz).
V nasprotju s sistemom v Weimarski republiki lahko Bundestag razreši kanclerja le s konstruktivno nezaupnico (hkratno izvoli novega kanclerja) in se s tem lahko odloči za razrešitev kanclerja s celotno vlado in ne samo posamezne ministre. Te postopke in mehanizme so uvedli avtorji Temeljnega zakona, da bi preprečili novo diktaturo in zagotovili, da ne bi nastal politični vakum z odstranitvijo kanclerja z glasovanjem o zaupnici in neizvolitvijo novega. V obdobju Weimarja je Reichstag odstavil kanclerja, vendar se ni dogovoril o izvolitvi novega.
Če kancler zahteva zaupnico in ni uspešna (brez izvolitve novega kanclerja s strani Bundestaga), ga to ne prisili odstopa s položaja, ampak mu omogoča, če to želi, da zaprosi predsednika Nemčije za razpustitev Bundestaga, ki sproži predčasne volitve v 60 dneh (to se je zgodilo v letih 1972, 1983 in 2005), ali zahteva od predsednika, naj razglasi izredno zakonodajno stanje, ki vladi omogoča uporabo poenostavljenega zakonodajnega postopka, v katerem je potrebno le soglasje Bundesrata (to še nikoli ni bilo uporabljeno). Predsednik pa v obeh primerih ni dolžan slediti kanclerjevi zahtevi.
Kancler in drugi člani kabineta so lahko tudi poslanci Bundestaga in večina jih dejansko je.

## Organi vlade
- Zvezni kancler
- Podkancler

### Zvezna ministrstva
- Zvezni minister za gospodarstvo in varstvo podnebja
- Zvezni minister za finance
- Zvezni minister za notranje zadeve in skupnost
- Zvezni minister za zunanje zadeve
- Zvezni minister za pravosodje
- Zvezni minister za delo in socialne zadeve
- Zvezni minister za obrambo
- Zvezni minister za prehrano in kmetijstvo
- Zvezni minister za družino, starejše, ženske in mladino
- Zvezni minister za zdravje
- Zvezno ministrstvo za digitalno tehnologijo in promet
- Zvezni minister za okolje, varstvo narave, jedrsko varnost in varstvo potrošnikov
- Zvezni minister za izobraževanje in raziskave
- Zvezni minister za gospodarsko sodelovanje in razvoj
- Zvezni minister za stanovanja, urbani razvoj in gradbeništvo
- Zvezni minister za posebne zadeve